# یورگن کورسو
یورگن کورسو (استونیایی: Jürgen Kuresoo؛ زادهٔ ۱۱ فوریهٔ ۱۹۸۷) بازیکن فوتبال اهل استونی است.
از باشگاه‌هایی که در آن بازی کرده‌است می‌توان به باشگاه فوتبال سیلامائه کالو، باشگاه فوتبال فلورا تالین، و باشگاه فوتبال ویلیاندی تولویک اشاره کرد.
وی همچنین در تیم‌های ملی فوتبال زیر ۱۷ سال استونی، استونی، و استونی، و استونی، بازی کرده‌است.